# 周晓文
周晓文（1954年—）是一位中国电影导演。其作品《二嫫》非常成功，並在1994年的羅加諾國際電影節上贏得了多項獎項。因此，他的聲名便傳到中国国外。周晓文的電影風格主要為惊悚，並且現在仍然是一位事业有成的电影导演。